# Port lotniczy Al-Ahsa
Port lotniczy Al-Ahsa (arab. ‏مطار الأحساء المحلي‎, IATA: HOF, ICAO: OEAH) – port lotniczy położony w Al-Hufuf, w Prowincji Wschodniej, w Arabii Saudyjskiej.

## Linie lotnicze i połączenia
| Linia Lotnicza      | Kierunek            |
| ------------------- | ------------------- |
| Azerbaijan Airlines | Sezonowo: 1. Baku   |
| flyadeal            | 1. Dżudda           |
| Flydubai            | 1. Dubaj            |
| Flynas              | 1. Dżudda 2. Medyna |
| Saudia              | 1. Dżudda           |